# PuLiRuLa
PuLiRuLa (プリルラ?, Purirura), o più precisamente Pu·Li·Ru·La, è un videogioco arcade di tipo picchiaduro a scorrimento orizzontale a tema Kawaii, edito dalla Taito nel 1991. Il titolo vanta una enorme quantità di nemici buffi e ridicoli, alcuni davvero molto strani. Anche gli attacchi magici a disposizione sono stravaganti. 
Ne furono sviluppate due versioni, con alcune differenze, una per il Giappone e una per il resto del mondo. Venne convertito per le console FM Towns Marty, Sega Saturn e PlayStation. La sua emulazione è inclusa all'interno della raccolta Taito Memories Jōkan per PlayStation 2.

## Trama
Il mondo di Radishland vive in pace e serenità. Un operaio è addetto allo scorrere del tempo tramite una chiave magica, con la quale ricarica un particolare meccanismo. Un giorno un misterioso "uomo cattivo" ruba la chiave, e tutta la città di Radish viene bloccata temporalmente. Il saggio della città intuisce il piano criminoso e poco prima del blocco temporale dona a due giovanissimi concittadini, Mel e Zac (vagamente somiglianti ai protagonisti degli anime Anna dai capelli rossi e Remì), un paio di bastoni magici di sua invenzione in grado di riportare l'ordine a Radishland. Alla fine si scopre che il sabotatore è Jack O'Colson, una sorta di clown e prestigiatore con la testa a mappamondo.

## Modalità di gioco
PuLiRuLa è strutturato a scorrimento laterale in 2.5D e supporta fino a due giocatori in modalità cooperativa. Come arma a disposizione si ha un bastone magico al quale si aggiungono le magie bonus in grado di "ripulire" lo schermo. L'azione si svolge su sei livelli con boss finali. Ogni volta che viene eliminato un nemico comune, questo si trasforma in un animale e può essere raccolto in modo da ottenere punti bonus. 
I boss dei livelli 2, 3 e 5 sono in realtà alcuni degli abitanti di Radish (quello del 5 è l'operaio) che Jack O'Colson ha rapito prima di rubare la chiave; egli li ha poi trasformati in esseri bizzarri e quindi riprogrammati per cercare di eliminare gli eroi. Dopo l'esito positivo degli scontri ingaggiati da Zac e Mel, le tre vittime di Jack riacquistano le loro caratteristiche normali. Nella versione giapponese, il boss del secondo livello compare sotto l'aspetto di una ballerina con proboscide snodabile, dalle mosse molto ambigue.
Alla fine del sesto livello Mel e Zac devono lottare contro Jack O'Colson. Quando costui viene ucciso, la sua anima penetra nell'operaio, che subisce anche una trasformazione fisica, con un aspetto che diventa identico a quello di Jack: ne nasce dunque un nuovo scontro, e solo dopo la definitiva sconfitta del malvagio l'operaio ritroverà nuovamente carattere e tratti fisici originari.

### Attacchi magici
I giocatori hanno tre attacchi magici a disposizione incrementabili fino a cinque; ogni attacco è casuale e non si può scegliere. Le tipologie invece sono sei:
- Cascata magica: uno sciame di stelline discende dal cielo colpendo chiunque a tiro.
- Mr. Mikata: ballerino magico sovrappeso che inizia a danzare per lo schermo travolgendo qualsiasi nemico.
- Fata volante: appare e inizia a vorticare velocemente arrecando danno a chiunque incontra nella sua rotta.
- Mandria di animali: un'orda di animali inferociti corre da destra a sinistra falciando i nemici, a volte ci sono anche alcune lumache che muovendosi lentamente raddoppiano il danno. Quest'attacco è l'unico che non può essere diretto contro i nemici volanti, che restano pertanto indenni.
- Tornado: come da nome inizia a girare velocemente aspirando i nemici che incontra.
- Uomo mascherato: l'attacco più strabiliante. Un buffo ometto mascherato (un wrestler) appare sullo schermo insieme a un enorme forno a microonde: cattura i nemici comuni a uno a uno, li trasforma in palle di spaghetti e poi li cucina eliminandoli così dal gioco.